# 箭内美羽
箭内 美羽（やない みう、1999年12月25日 - ）は、日本の子役。ジョビィキッズ所属。子役ジュニアアイドル「PiaPia」の一員。

## 出演作品

### テレビドラマ
- 遺留捜査 第3シリーズ 第5話「折れた絵筆」（2013年、テレビ朝日） - 中学生時代の峰岸百合子 役

## PiaPiaとしての活動

### バラエティ
- 1番ソングSHOW
- EXILE魂
- 音楽の日
- カスペ! 愛菜ちゃんの年末大感謝祭!すごーい有名人とドキドキ遠足SP!!
- 火曜曲!
- 志村けんのバカ殿様
- 情報プレゼンター とくダネ!
- スッキリ!!
- 第53回日本レコード大賞
- 第44回日本有線大賞
- 2011 FNS歌謡祭
- ハッピーMusic
- ヒルナンデス!
- プレミアMelodiX!
- HEY!HEY!HEY! MUSIC CHAMP
- ベストヒット歌謡祭
- MUSIC JAPAN
- 森田一義アワー 笑っていいとも!

### イベント
- 芦田愛菜
  - 「ずっとずっとトモダチ」（CD発売イベント）
  - 「ステキな日曜日〜Gyu Gyu グッデイ!〜」（CD発売イベント）
  - ファーストコンサート 〜ウィンターワンダーランド〜
- ジュエルペット スウィーツダンスプリンセス（舞台挨拶）

### ディスコグラフィ
- 芦田愛菜
  - 「ずっとずっとトモダチ」（コーラス）
  - 「みんなのハッピーバースデイ」（コーラス）